# Aurora Peak
Der Aurora Peak ist ein 533 m hoher Berg im ostantarktischen Georg-V.-Land. Er ragt an der Westseite des Mertz-Gletschers in einer Entfernung von 6,5 km südlich des Mount Murchison auf.
Entdeckt wurde der Berg bei der Australasiatischen Antarktisexpedition (1911–1914) unter der Leitung des australischen Polarforschers Douglas Mawson. Dieser benannte ihn nach der Aurora, dem Schiff der Forschungsreise.